# Adobe Firefly
《Adobe Firefly》是一種生成機器學習模型，作為Adobe Creative Cloud的一部分。目前正在進行公開測試階段。
Adobe Firefly是基於Adobe的Sensei平台開發的。Firefly 利用來自知识共享、维基共享资源和Flickr Commons的圖像進行訓練，並結合Adobe Stock和公共領域內的3億張圖像和影片。它透過圖像數據集生成各種設計，並通過用戶反饋調整其設計。
Firefly for Enterprise於2023年6月22日發布。

## 發展歷史
Adobe Firefly 首次在2022年9月的Adobe MAX會議上宣布，並於2023年3月作為公開測試版發布。目前，所有Adobe Creative Cloud訂閱用戶均可使用。Firefly 建立在 Adobe Sensei 之上，該平台也被用於Adobe Photoshop中的物體選取和Adobe Photoshop Lightroom中的圖像自動增強等功能。Firefly 的功能擴展到了Adobe Illustrator、Adobe Premiere Pro和Express，特別是在生成照片、影片和音頻方面，以增強或改變媒體的特定部分。

### 合作夥伴及應用
Firefly 一些模型由英伟达Picasso運行。Google原計劃在其AI圖像生成器 Bard（現為 Gemini）中使用 Firefly，但最終選擇了他們自己的Imagen模型。美泰兒、IBM和电通也與Adobe合作，展示了生成照片變體的能力。

### 重要時間點
- 2022年9月：在 Adobe MAX 會議上首次宣布
- 2023年3月：作為公開測試版發布
- 2023年6月：Firefly for Enterprise 發布